# Шайма (посёлок, Череповецкий район)
Шайма — посёлок в Череповецком районе Вологодской области.
Входит в состав Ирдоматского сельского поселения, с точки зрения административно-территориального деления — в Ирдоматский сельсовет.
Название населенного места происходит из финно-угорских языков:
Слово шайма известно в череповецких и каргопольских говорах в значениях 'болотистое пространство, покрытое чахлым березовым лесом' и 'очищенное под покос место' (СНГТ, 623). В русские говоры оно проникло из диалектов финно-угорских языков: в фин. saima, удм. sum – 'водоем, образующийся в половодье', манс. sojim – 'топкое болото' (Ф, IV, 395). Вначале, видимо, шаймой называли болотистый земельный участок, а затем селение, появившееся на нем.
Расстояние по автодороге до районного центра Череповца — 13 км, до центра муниципального образования Ирдоматки — 5 км. Ближайшие населённые пункты — Ваньгино, Нова, Шайма.
По переписи 2002 года население — 342 человека (153 мужчины, 189 женщин). Преобладающая национальность — русские (95 %).
Территория посёлка принадлежит Министерству Обороны РФ.